# Egkhi
Rodbina Egkh, zgodovinarjem znana tudi z imeni Ecker, Egkher, Egg, Egger, Eck, Ekker ali z vzdevkom Brdski (zu Egkh), je bila stara nemška plemiška rodbina, katere člani so pomembno prispevali h gospodarskemu in političnemu razvoju dežele Kranjske. 

Egkhi so bili lastniki obsežnih posesti, gradov in dvorcev na Kranjskem, med drugim tudi gradu na Brdu. 

## Zgodovina
Poreklo rodbine je neznano, vendar naj bi, po nekaterih virih, Egkhi izvirali iz kranjskega praplemstva, plemiči pa naj bi postali v 12. stoletju. Možno je, da so se naselili na Kranjskem v službi grofov Ortenburških, ki so v 12. stoletju pridobili ozemlja v zahodnem delu kranjske kotline. 
Prvič se na Kranjskem v listini iz leta 1429 omenja Vid Jakob Ecker. Njegova sinova Krištof in Henrik sta uspešno širila družinsko premoženje, bila sta oskrbnika na gospoščini Novi grad nad Kokro. V Kranju so imeli hišo ob župnijski cerkvi. Med njihovo hišo in cerkvijo, kjer je stala stara kostnica, so leta 1463 zgradili kostniško kapelo Matere božje. Henrik Egkh si je pridobil beneficij nad  kostniško kaplanijo v Kranju ter jo spremenil v družinsko grobnico rodbine. V njej je bila pokopana večina rodbinskih članov, dokler je niso z odpravo beneficijev porušili leta 1789. 
Henrik Egkh se je okoli leta 1450 poročil z Margareto Vogrsko, potomko in dedinjo ugledne stare plemiške rodbine  Hungerspach. Z njunim najstarejšim sinom Jurijem se je začel strm vzpon družine. Po študiju je dobil službo na dvoru, leta 1494 postal upravitelj urada Naklo, kasneje kranjski deželni upravitelj, v letih 1498 do 1513 je bil kranjski deželni vicedom, v letih 1511 do 1532 pa tudi goriški glavar. Ukvarjal se je s trgovinskimi, rudarskimi in denarnimi posli ter postal tako bogat, da je cesarju  Maksimilijanu posojal velike vsote denarja, ter v vračilo dobival deželne dohodke in fevde. Jurij je okoli leta 1510 pričel z gradnjo gradu Brdo.
Po njegovi smrti so si posesti razdelili trije sinove, Bonaventura, Ivan Jožef in Franc Jožef. Leta 1549 so bili potomci Jurija Egkha povzdignjeni v baronski stan, rodbina pa je dobila novo ime Egkh und Hungerspach.
Ivan Jožef je podedoval kranjske posesti, in si za svoje bivališče izbral novo zgrajeni grad  Brdo, imel pa je tudi hiše v Kranju in Ljubljani. 
V 16. stoletju je kar nekaj članov rodbine prestopilo med evangeličane in so se kot takšni morali izseliti v glavnem v Nurnberg. Leta 1695 je cesar Leopold I. v državne grofe povzdignil barona Kristjana II. in Jurija Hanibala Egkh und Hungerspacha, kot tudi njune naslednike. Zadnji moški potomec rodbine Egkh und Hungerspach na Kranjskem, Franc Ksaverij, je umrl leta 1777.

## Znani člani rodbine
- Vid Jakob Egkher
- Krištof Egkher
- Henrik Egkh, * 1425, † 1509
- Jurij Egkh, * 1462, † 1537, kranjski deželni vicedom; goriški glavar
- Ivan Jožef, * 1506, † 1579,  kranjski deželni upravitelj

## Posesti
Grofje Egkhi so med drugim na Slovenskem imeli v svoji lasti ali upravljanju:
- dvorec Brdo pri Kranju
- Novi grad nad Kokro
- grad Turn pod Novim gradom
- Grad Luknja
- Grad Bokalce
- Grad Vogrsko